# Паташ
Паташ (фр. patache) — историческое название небольших парусных шлюпов, которые появились в конце XVI века в Испании. Изначально они использовались как военно-транспортные корабли, кроме этого нашли некоторое применение во Франции для несения таможенной службы. В начале XVII века их также начали использовать в Турции для переброски военных грузов.
Паташ считался близким родственником бригантины и принадлежал к семейству двухмачтовых судов с прямым и косым парусным вооружением. Обычно он нёс на себе традиционную трёхсекционную фок-мачту и простую грот-мачту без стеньг. Его скорость оставляла желать лучшего, поэтому, как правило, такие суда применялись для каботажного плавания и прибрежной торговли.